# Джидинский район
Джиди́нский райо́н(бур. Зэдын аймаг) — административно-территориальная единица и муниципальное образование (муниципальный район) в составе Республики Бурятия Российской Федерации.
Административный центр — село Петропавловка.

## География
Район расположен на юго-западе Бурятии и граничит на юге — с Монголией, на западе — с Закаменским, на севере — с Кабанским, на северо-востоке — с Селенгинским и на востоке — с Кяхтинским районами. Площадь территории района — 8627 км² (2,4 % от площади Республики Бурятия).

## История
Джидинский аймак Бурят-Монгольской АССР образован 11 февраля 1935 года Указом Президиума Верховного Совета РСФСР при разукрупнении Селенгинского аймака.
3 февраля 1945 года путём разукрупнения Джидинского аймака образован Торейский аймак (Алцакский, Верхне-Торейский, Нижне-Торейский, Норинский сельсоветы) с центром в селе Торей.
3 декабря 1960 года Торейский аймак был упразднён, в состав Джидинского аймака переданы 7 сельсоветов.
2 апреля 1963 года в состав Джидинского аймака включён Закаменский аймак.
4 марта 1964 года Закаменский аймак вновь выделен из состава Джидинского аймака.
В октябре 1977 году Джидинский аймак Бурятской АССР переименован в Джидинский район.

## Население
| 1939    | 1959    | 1960    | 1961    | 1962    | 1963    | 1964    | 1965    | 1966    |
| ------- | ------- | ------- | ------- | ------- | ------- | ------- | ------- | ------- |
| 12 000  | ↗17 300 | ↗30 500 | ↘30 000 | ↗31 200 | ↗31 700 | ↗32 100 | ↗33 400 | ↗33 700 |
| 1967    | 1968    | 1969    | 1970    | 1971    | 1972    | 1973    | 1974    | 1975    |
| ↗34 100 | ↗34 200 | ↗35 100 | →35 100 | ↗35 200 | ↗35 300 | ↘34 100 | ↘33 400 | ↘33 200 |
| 1976    | 1977    | 1978    | 1979    | 1980    | 1981    | 1982    | 1983    | 1984    |
| ↘33 100 | ↗33 300 | ↗33 600 | ↗34 600 | ↘34 500 | ↘34 400 | ↘34 300 | →34 300 | ↘34 000 |
| 1985    | 1986    | 1987    | 1988    | 1989    | 1990    | 1991    | 1992    | 1993    |
| ↗34 900 | ↗35 000 | ↗35 300 | ↗36 000 | ↘35 600 | ↗36 300 | ↘36 000 | ↗36 400 | ↗36 500 |
| 1994    | 1995    | 1996    | 1997    | 1998    | 1999    | 2000    | 2001    | 2002    |
| ↘36 200 | →36 200 | ↘35 800 | ↘35 400 | ↘34 900 | ↘34 500 | ↘34 000 | ↘33 400 | ↘32 022 |
| 2003    | 2004    | 2005    | 2006    | 2007    | 2008    | 2009    | 2010    | 2011    |
| ↗32 300 | ↘31 600 | ↘31 100 | ↘30 500 | ↘30 000 | ↗30 800 | ↗30 928 | ↘29 352 | ↘28 927 |
| 2012    | 2013    | 2014    | 2015    | 2016    | 2017    | 2018    | 2019    | 2020    |
| ↘27 450 | ↘26 575 | ↘26 045 | ↘25 610 | ↘25 025 | ↘24 611 | ↘24 228 | ↘23 777 | ↘23 388 |
| 2021    | 2023    | 2024    |         |         |         |         |         |         |
| ↘22 021 | ↘21 539 | ↘21 155 |         |         |         |         |         |         |

Согласно прогнозу Минэкономразвития России, численность населения будет составлять:
- 2024 — 21,96 тыс. чел.
- 2035 — 17,78 тыс. чел.

Демографический состав
Численность населения на 1 января 2009 года — 30893 человека, трудоспособного населения 19,4 тыс. человек, экономически активного населения 14,9 тыс. человек. Численность населения увеличилась на 69 человек, за счет увеличения естественного прироста населения (родилось — 598 чел., умерло — 383 чел., прибыло в район — 1244 чел., убыло — 1390 чел.).

### Национальный состав
2010:
Русские — 16204 чел. 55,62 %;
Буряты — 12017 чел. 41,25 %;
Остальные — 911 чел. 3,18 %
2021:
Русские — 11368 чел. 52,13 %;
Буряты — 10025 чел. 45,97 %;
Остальные — 411 чел. 1,9 %
Средняя продолжительность жизни мужчин в Джидинском районе — 53 года, женщин — 65 лет.

## Территориальное устройство
Джидинский район разделён на следующие административно-территориальные единицы: 11 сельсоветов и 11 сомонов.
Муниципальный район включает 22 муниципальных образования со статусом сельских поселений. Последние соответствуют сельсоветам и сомонам.
| №  | Сельское поселение  | Административный центр | Количество населённых пунктов | Население (чел.) | Площадь (км²) | Административно- территориальная единица      |
| -- | ------------------- | ---------------------- | ----------------------------- | ---------------- | ------------- | --------------------------------------------- |
| 1  | Алцакское           | улус Алцак             | 1                             | ↘358             | 19,77         | Алцакский сомон                               |
| 2  | Армакское           | село Армак             | 1                             | ↘340             | 103,56        | Армакский сельсовет                           |
| 3  | Белоозёрское        | село Белоозёрск        | 3                             | ↘970             | 670,32        | Белоозёрский сельсовет                        |
| 4  | Боргойское          | улус Боргой            | 1                             | ↘556             | 215,52        | Боргойский сомон                              |
| 5  | Боцинское           | село Боций             | 2                             | ↘327             | 138,07        | Боцинский сельсовет                           |
| 6  | Булыкское           | село Булык             | 2                             | ↘681             | 92,68         | Булыкский сельсовет                           |
| 7  | Верхнебургалтайское | улус Верхний Бургалтай | 1                             | ↘175             | 37,07         | Верхнебургалтайский сомон                     |
| 8  | Верхнеторейское     | улус Верхний Торей     | 2                             | ↘496             | 155,21        | Верхнеторейский сомон                         |
| 9  | Гэгэтуйское         | улус Гэгэтуй           | 2                             | ↘1196            | 119,35        | Гэгэтуйский сомон                             |
| 10 | Джидинское          | село Джида             | 1                             | ↘1493            | 95,77         | Джидинский сельсовет                          |
| 11 | Дырестуйское        | улус Дырестуй          | 3                             | ↘916             | 111,82        | Дырестуйский сомон                            |
| 12 | Енхорское           | село Енхор             | 2                             | ↘540             | 310,46        | Енхорский сельсовет, Цаган-Усунский сельсовет |
| 13 | Желтуринское        | село Желтура           | 3                             | ↗423             | 3,60          | Желтуринский сельсовет                        |
| 14 | Инзагатуйское       | улус Инзагатуй         | 1                             | ↘453             | 266,19        | Инзагатуйский сомон                           |
| 15 | Ичётуйское          | улус Дэдэ-Ичётуй       | 1                             | ↘937             | 270,37        | Ичётуйский сомон                              |
| 16 | Нарынское           | село Нарын             | 1                             | →335             | 34,08         | Нарынский сельсовет                           |
| 17 | Нижнебургалтайское  | улус Нижний Бургалтай  | 1                             | ↘590             | 118,99        | Бургалтайский сомон                           |
| 18 | Нижнеичётуйское     | улус Додо-Ичётуй       | 1                             | ↘479             | 146,39        | Додоичётуйский сомон                          |
| 19 | Нижнеторейское      | село Нижний Торей      | 4                             | ↘1080            | 28,62         | Нижнеторейский сельсовет                      |
| 20 | Оёрское             | село Оёр               | 3                             | ↘836             | 282,76        | Каландаришвильский сельсовет                  |
| 21 | Петропавловское     | село Петропавловка     | 1                             | ↘7264            | 48,22         | Петропавловский сельсовет                     |
| 22 | Цагатуйское         | улус Цагатуй           | 1                             | ↘710             | 4,09          | Цагатуйский сомон                             |

Законом Республики Бурятия от 23 декабря 2011 года было упразднено сельское поселение Цаган-Усунское, объединённое с сельским поселением Енхорское.
В декабре 2012 года городское поселение «Посёлок Джида» было преобразовано в сельское поселение «Джидинское» с одновременным образованием нового сельсовета, Джидинского.

## Населённые пункты
В Джидинском районе 38 населённых пунктов.
| №  | Населённый пункт  | Тип                 | Население | Сельское поселение  |
| -- | ----------------- | ------------------- | --------- | ------------------- |
| 1  | Алцак             | улус                | ↘358      | Алцакское           |
| 2  | Армак             | село                | ↘340      | Армакское           |
| 3  | Баян              | село                | ↗40       | Булыкское           |
| 4  | Белоозёрск        | село                | ↘1011     | Белоозёрское        |
| 5  | Боргой            | улус                | ↘556      | Боргойское          |
| 6  | Боций             | село                | ↘550      | Боцинское           |
| 7  | Булык             | село                | ↘620      | Булыкское           |
| 8  | Верхний Бургалтай | улус                | ↘175      | Верхнебургалтайское |
| 9  | Верхний Ёнхор     | село                | ↘86       | Боцинское           |
| 10 | Верхний Торей     | улус                | ↘581      | Верхнеторейское     |
| 11 | Гэгэтуй           | улус                | ↗1253     | Гэгэтуйское         |
| 12 | Джида             | село                | ↘1493     | Джидинское          |
| 13 | Додо-Ичётуй       | улус                | ↘479      | Нижнеичётуйское     |
| 14 | Дырестуй          | улус                | ↘1095     | Дырестуйское        |
| 15 | Дэдэ-Ичётуй       | улус                | ↘937      | Ичётуйское          |
| 16 | Енхор             | село                | ↘797      | Енхорское           |
| 17 | Желтура           | село                | ↘427      | Желтуринское        |
| 18 | Зарубино          | село                | ↗308      | Дырестуйское        |
| 19 | Инзагатуй         | улус                | ↘453      | Инзагатуйское       |
| 20 | Малый Нарын       | улус                | ↗238      | Гэгэтуйское         |
| 21 | Мельница          | посёлок             | ↘0        | Желтуринское        |
| 22 | Нарын             | село                | →335      | Нарынское           |
| 23 | Нижний Бургалтай  | улус                | ↘590      | Нижнебургалтайское  |
| 24 | Нижний Торей      | село                | ↘1251     | Нижнеторейское      |
| 25 | Нюгуй             | улус                | ↘311      | Белоозёрское        |
| 26 | Оёр               | село                | ↘771      | Оёрское             |
| 27 | Петропавловка     | село                | ↘7264     | Петропавловское     |
| 28 | Подхулдочи        | село                | ↗9        | Нижнеторейское      |
| 29 | Старый Укырчелон  | село                | ↘49       | Оёрское             |
| 30 | Тасархай          | улус                | ↘136      | Белоозёрское        |
| 31 | Тохой             | село                | ↘261      | Оёрское             |
| 32 | Тэнгэрэк          | село                | ↘124      | Желтуринское        |
| 33 | Улзар             | улус                | ↗110      | Верхнеторейское     |
| 34 | Хужир             | посёлок при станции | ↘31       | Дырестуйское        |
| 35 | Хулдат            | село                | ↘142      | Нижнеторейское      |
| 36 | Цаган-Усун        | село                | ↘276      | Енхорское           |
| 37 | Цагатуй           | улус                | ↘710      | Цагатуйское         |
| 38 | Шартыкей          | село                | ↘234      | Нижнеторейское      |

## Экономика
В начале XXI века продукция сельского хозяйства занимает 70 % в валовом районном продукте. Основное направление — скотоводческо-земледельческое, в Боргойской долине преимущественно мясо-молочно-шерстяное, в Джидинской — мясо-молочно-зерновое.
- Торейская солнечная электростанция мощностью 45 МВт
- Солончаковые пастбища Боргойских степей славятся на всю Россию вкуснейшим мясом — бараниной
- С 2023 года в местности Атаган Булаг проходит с размахом Боргойский гастрофестиваль
- Боргойский заказник весной и осенью привлекает любителей наблюдать за птицами

## Религия
Основные религиозные направления: буддизм и христианство.

### Буддизм
В Джидинском районе есть несколько культовых зданий.
В Гэгэтуе расположен комплекс буддийских зданий: дацан, центр тибетской медицины.
МРО буддистов Джидинского района, Сартул-Гэгэтуйский дацан «Дамба Брэйбулинг» (с. Гэгэтуй).
В Дырестуе строится дацан.
МРО буддистов Джидинского района, Атаган-Дэрестуйский дацан «Лхундуб Дэченлин» (с. Дэрестуй, ул. Коммунистическая, 22).
Построены дацаны около Нижнего Бургалтая и Додо-Ичётуя.
В Джидинском районе к 2011 году действовало 4 дацана:
Сартул-Гэгэтуйский, Атаган-Дырестуйский, Сартуул-Булагский и Табангут-Ичётуйский.
- Табангут-Ичётуйский дацан
- Сартул-Гэгэтуйский дацан
- Статуя Будды в Атаган-Дырестуйском дацане
- Статуя Будды Шакьямуни на границе с Селенгинским районом
- Молебен в Атаган-Дырестуйском дацане

### Православное Христианство
В XXI веке воздвигнуты:
1. Покровский православный храм в с. Желтура (ул. Рокоссовского),
2. Георгиевский православный храм в с. Боций (ул. Ленина, 58)[30],
3. в 2007 году[31] православный Храм апостолов Петра и Павла[32] в с. Петропавловка (ул. Свердлова, 18)[33].

В селе Большом Нарыне возвращено здание под православный храм.
В селе Джида оборудовано здание бывшей библиотеки для нужд Одигитриевского православного прихода (ул. Свердлова, 18).
Эти храмы окормляются священниками Русской Православной Церкви Московского Патриархата.

В районе сохранились остовы православных храмов в селе Баяне и в селе Цаган-Усуне.
- Храмы Русской Православной Церкви
- Богоявленская церковь в Нижнем Торее
- Свято-Ильинский храм в селе Большой Нарын
- Николаевская Баян-Хасунская церковь. XIX в.
- Свято-Покровская церковь в с. Желтура

### Другие религии
Среди населения Джидинского района есть семейские старообрядцы, приверженцы Армянской Григорианской церкви).
В Петропавловке функционирует дом молитвы отделённых баптистов. Также расположены молитвенных дома баптистов в Нижнем Торее, Джиде и других населённых пунктах.
Небольшая группа Свидетелей Иеговы собирается в частных домах в Боции.

## Туризм
В Джидинском районе за последние пять лет наметилась положительная динамика увеличения объёмов обслуживания туристов. Ежегодное увеличение туристического потока по внутреннему туризму составляет в среднем 10 %, по въездному — 4 %. Получает все большее развитие внутренний туризм.
На территории Джидинского района находится немало водных экосистем: крупные и малые реки, пресноводные и содово-солевые озера, минеральные источники-аршаны, холодные пресноводные ключи, физико-химическая и микробиологическая характеристика которых дает возможность организовать места отдыха и лечения местного населения и гостей, в соответствии с санитарно-экологическими нормами. Климатические ресурсы могут служить предпосылкой для круглогодичной эксплуатации санаторно-курортных учреждений.
Наличие памятников природы, архитектуры и археологии дает перспективы развития внутреннего и внешнего туризма.
Большой интерес для туристов представляют места гуннских захоронений, плиточных могил (Дырестуйский Култук, Оргойтон), а также наскальные рисунки и пещеры, используемые для жилья, населения эпохи неолита и бронзы, геологические объекты (урочище Сарбадуй, гора Бага-Заря), изучение растительного и животного мира, отдых, охота и рыбная ловля на одном из красивейших озёр Республики Бурятия Таглей. Одним из красивейших культовых объектов является Сартул-Гэгэтуйский дацан.
В Петропавловке работает Джидинский краеведческий музей, включающий разделы живописи, графики, малой скульптуры, декоративно-прикладного искусства, истории, археологии, природы, минералогии.
- Скульптура батора на горе Бурин-Хан близ села Инзагатуй
- Ваня Кудрявцев — юный казак из села Баян
- Фестиваль казачьей культуры в Джидинском районе. 2012
- Лани, бегущие в сторону горы Бурин-хан

## Памятники природы
В Джидинском районе создан один заказник — Боргойский. Основное его назначение — охрана водоплавающих птиц во время весенней и осенней миграции. В перелётное время на Боргойских озёрах скапливается огромное количество перелётных птиц: утки, лебеди, журавли, останавливаются такие редкие птицы, как чёрный журавль и аист. Перелётные птицы используют эти водоёмы как место отдыха и кормёжки. Охота на территории заказника запрещена.
- Озеро Таглей. Абсолютная отметка высоты над уровнем моря − 1380 м, площадь около 13 квадратных километров, имеет сложную конфигурацию, средняя глубина 4-5 м. Через речку Таглейку имеет связь с рекой Темником. В былые годы было очень богато рыбой. Сейчас запасы сильно подорваны из-за браконьерского лова.

Грязи озера имеют лечебное значение, по непроверенным данным излечивают запущенные формы экземы.
- Енхорские щеки. Красивейшее место, здесь река Джида проложила русло через гранитный массив, образовав высокие отвесные берега протяженностью три километра. Живописные скалы, уловистые места привлекают сюда не только рыбаков, но и любителей природы.

В четырёх километрах выше Енхорских щек находится археологический памятник хуннское городище, которое является самым западным укрепленным пунктом хуннов. Памятник находится на стадии изучения.
- Цаган-Усун. Археологические памятники. Место произрастания реликтовой рощи абрикоса сибирского. В перспективе — ландшафтный заказник.
- Гора Хараты. Находится в окрестностях с. Зарубина. Сакральное место. Ботанический памятник природы. На её территории произрастают редкие и эндемичные растения, занесенные в Красные книги России и Бурятии, среди них абрикос сибирский (Armeniaca sibirica), орехокрыльник монгольский (Caryopteris mongholica Bunge), жостер краснодревесный (Rhamnus erythroxylon Pall), тонкотрубочник скальный (Stenosolenium saxatile (Pallas) Turcz).
- Падь Жаргалантуй. Хребет Малый Хамар-Дабан, в окрестностях горы Бурин-Хан, располагающаяся в 12 км от с. Инзагатуй. Место произрастания башмачка крупноцветкового, пиона необычайного — марьиного корня, башмачка пятнистого, купальщницы азиатской — жарка, эдельвейса.

- Цветение сибирского абрикоса
- Озеро Таглей
- Гора Хараты — памятник природы близ села Зарубино
- Херексуры в местности Оргойтон

## Памятники истории и культуры
- Урочище Дырестуйский Култук. Разновременные захоронения, самые древние каменного века, последними обитателями были гунны, оставившие многочисленные захоронения, датируемые 7-8 веками до новой эры.
- Пещера Сарбадуй со следами обитания древнего человека. У входа на стенах пещеры изображены нечеткие контуры петроглифов в виде стилизованных фигурок человека. Первоначально пещера имела культовое назначение, в последующие времена использовалась как жилье.
- Смешанный могильник Сарбадуй расположен на покатом склоне правого берега речки Ичетуй. Здесь находятся разновозрастные захоронения: плиточные могилы бронзового века (1—2 тысячелетия до новой эры) и, так называемые, херексуры, захоронения тюркской знати (VI—XVI вв).
- Писаница Бага-Заря — значительное собрание наскальных рисунков (петроглифов) в Западном Забайкалье.
- Оргойтон — княжеский могильник эпохи Хунну
- Баян-Ундэр — городище-крепость империи Хунну

На пограничной заставе в Желтуре есть музей, посвящённый Константин Рокоссовскому. В Желтуре сохранились дома, в которых он жил и где располагался штаб 35-го кавалерийского полка. Будущий маршал Рокоссовский защищал станицу Желтуринскую от белогвардейцев и армии Унгерна.
- Дырестуйский Култук
- Камни с петроглифами на горе Бага-Заря.
- Оргойтон
- Гуннское городище Баян-Ундэр

## Средства массовой информации
- газета «Джидинка»